# آگیلار د بوربا
آگیلار د بوربا (به اسپانیایی: Aguilar de Bureba) یک شهرستان در اسپانیا است.